# Babri-Moschee
Koordinaten: 26° 47′ 44″ N, 82° 11′ 40″ O

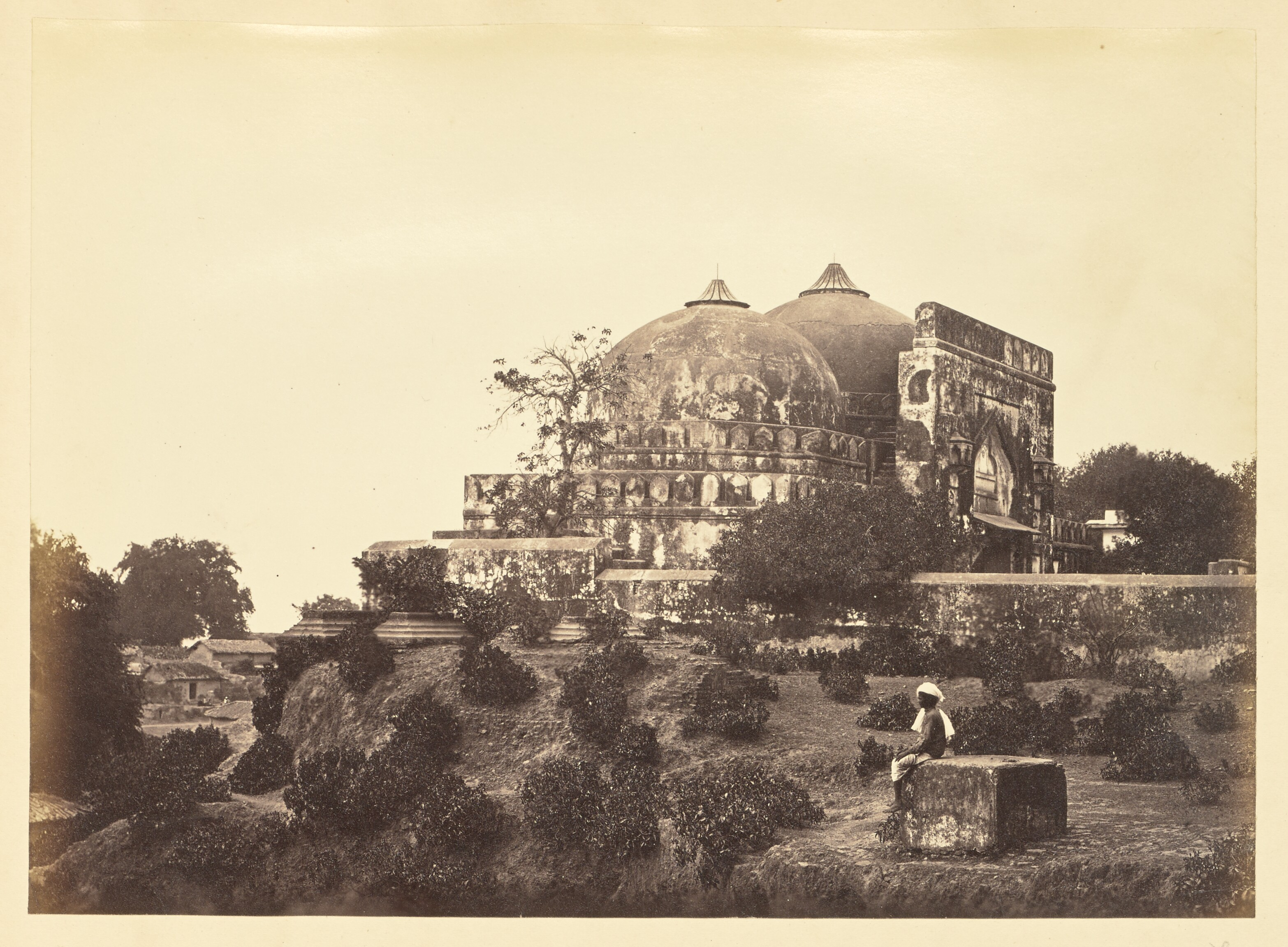
Fotografie der Babri-Moschee von Samuel Bourne (um 1863–1887)

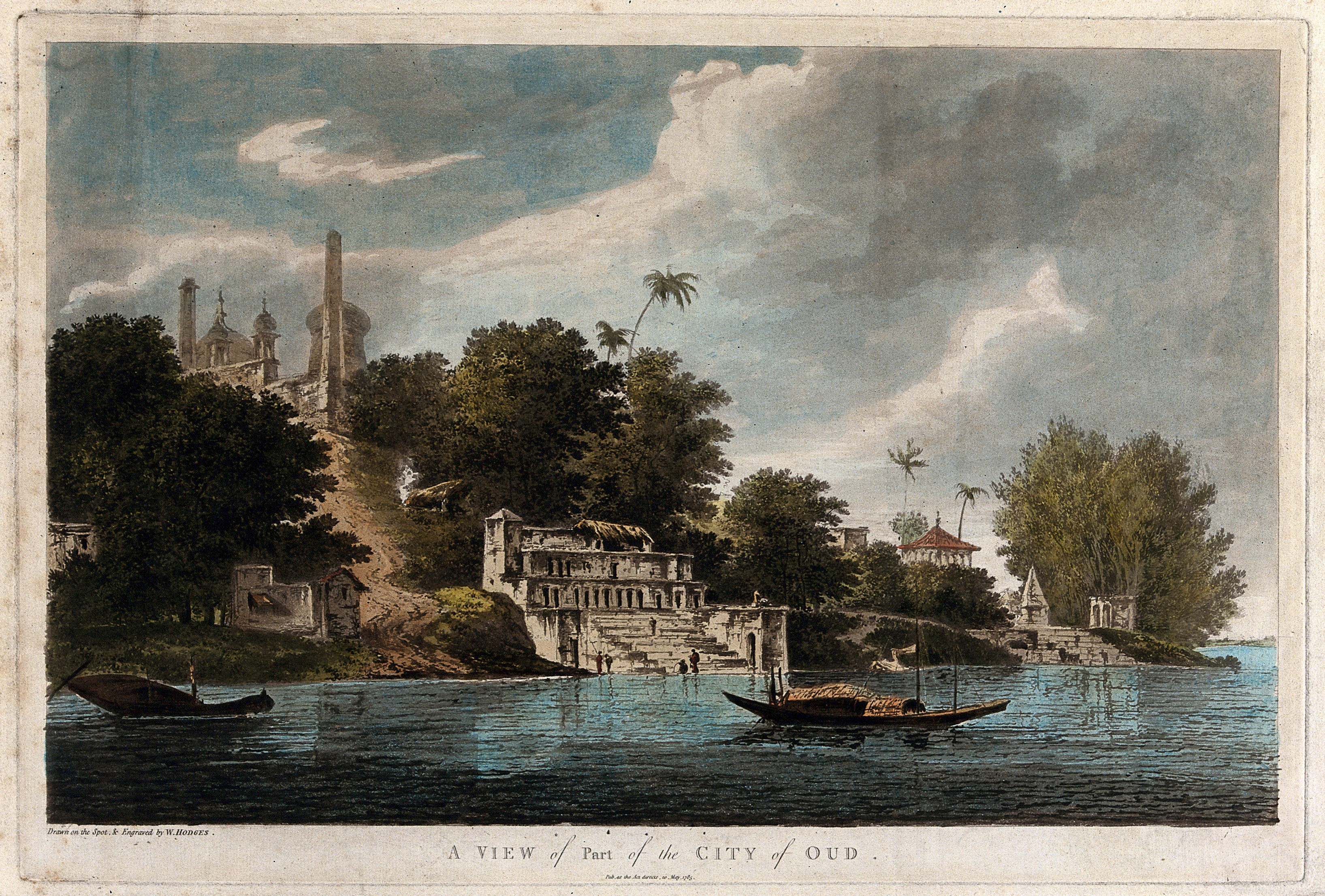
Gemälde der Moschee von dem englischen Maler William Hodges (um 1785)

Die Babri-Moschee war eine 1528 in Ayodhya (Indien) auf Befehl des Mogulherrschers Babur errichtete Moschee. Es gibt eine große Kontroverse über diese Moschee, da laut Anhängern des Hinduismus behauptet wird, dass sie auf den Grundfesten eines dort vorher stehenden und von den muslimischen Eroberern zerstörten Hindutempels errichtet wurde. Der Legende nach, die seit dem 19. Jahrhundert dokumentiert ist, soll an diesem Ort vor 900.000 Jahren Rama, eine Inkarnation des Gottes Vishnu, geboren worden sein. Bei Unruhen, die 1992 die Zerstörung der Moschee begleiteten, kamen 2000 Menschen ums Leben.

## Kontroversen zwischen Hindus und Muslimen
In der Nacht vom 22. zum 23. Dezember 1949 stellten Angehörige der Hindu Mahasabha in der Moschee die Bildnisse von Rama und seiner Gattin Sita auf. Der Allgemeinheit wurde der Zutritt zur Moschee untersagt. Am 16. Januar 1950 erstritt sich die Hindu Mahasabha durch eine Zivilklage den freien Zutritt zur Moschee. Das Gericht erließ eine einstweilige Verfügung, laut derer die Hindu-Götterbildnisse nicht beseitigt werden dürfen und die Anbetung dieser Götterbildnisse gestattet werden muss. Dieser Tag wird daraufhin später gerichtlich als Tag des „Status quo“ definiert.

## Zerstörung der Moschee
Mitte der 1980er Jahre nahmen Rashtriya Swayamsevak Sangh (RSS) und Vishva Hindu Parishad (VHP) die Forderung der endgültigen Übergabe des Geländes der Babri-Moschee an die Hindus auf. Die Bharatiya Janata Party (BJP) verabschiedete am 9. und 10. Juni 1989 eine gleichlautende Resolution. Am 14. August 1989 urteilte das Oberste Gericht von Uttar Pradesh, dass das Eigentum der Babri-Moschee und deren „Status quo“ durch keine Partei verändert werden darf.
Am 9. November 1989 erfolgte am Ende eines monatelangen landesweiten Programms des VHP die Grundsteinlegung für den Tempelneubau des Ram-Janmabhumi-Tempels auf dem Grundstücksgelände der Babri-Moschee. Die Babri-Moschee wurde erstmals am 30. Oktober 1990 durch Freiwillige des VHP und des RSS erstürmt. Am 6. Dezember 1992 versammelten sich 100.000 Freiwillige des RSS, des VHP und der BJP in Ayodhya und zerstörten die Moschee. Daraufhin wurde eine Reihe von Politikern verhaftet sowie beteiligte Organisationen verboten. Die Zentralregierung erwarb am 7. Januar 1993 das gesamte Gelände der ehemaligen Babri-Moschee. Der Gottesdienst zur Anbetung Ramas und Sitas wurde zwischenzeitlich in einem temporären Tempelbau gerichtlich wieder hergestellt. Dieser Gottesdienst vollzieht sich seit diesem Tag unter höchsten Sicherheitsvorkehrungen. Muslimen wurde das Betreten des Geländes verboten.
Die Umstände der Zerstörung der Moschee waren Ziel einer Untersuchung des Central Bureau of Investigation, das 42 Personen der Verschwörung beschuldigte. Eine von der Regierung eingesetzte Untersuchungskommission tagt seit 1993, bislang ergebnislos.
2010 entschied der Allahabad High Court, dass das Grundstück der Babri-Moschee zu gleichen Teilen unter der Hindu-Organisation Hindu Mahasabha (welche den Bau des Rama-Tempels betreibt), dem sunnitisch-islamischen Waqf Board und der Hindu-Gruppierung Nirmohi Akhara aufgeteilt werden soll. Das Urteil wurde jedoch durch das Oberste Gericht Indiens annulliert, das eine erneute Verhandlung anordnete. In dieser wurde im November 2019 die heilige Stätte den Hindus zugesprochen. Die indische Regierung wurde zudem verpflichtet, ein Grundstück für den Neubau einer Moschee bereitzustellen.

## Politische Auswirkungen
Die Attentäter, die am 26. November 2008, bei den Anschlägen in Mumbai, mehrere Luxushotels und andere öffentliche Orte überfielen und den Tod von 174 Menschen verschuldeten, gaben in einer TV-Botschaft an, unter anderem Rache für die Zerstörung der Babri-Moschee üben zu wollen.

## Belege
1. ↑  http://www.suedasien.net/bilder/wandel/wandel09.htm@1@2Vorlage:Toter+Link/www.suedasien.net+(Seite+nicht+mehr+abrufbar,+festgestellt+im+August+2018.+Suche+in+Webarchiven) Datei:Pictogram+voting+info.svg Info:+Der+Link+wurde+automatisch+als+defekt+markiert.+Bitte+prüfe+den+Link+gemäß+Anleitung+und+entferne+dann+diesen+Hinweis.
2. ↑  Atiq Khan: Court awards two-thirds of Ayodhya site to Hindu parties, one-third to Waqf Board. In: The Hindu. 30. September 2010. Abgerufen am 2. August 2016.
3. ↑  Neue Zürcher Zeitung: Das Oberste Gericht in Indien spricht den heiligen Grund in Ayodhya den Hindus zu. 9. November 2019.
4. ↑  Hasnain Kazim: Angriff auf Mumbai: Protokoll eines mörderischen Feldzugs. In: SPIEGEL ONLINE. 1. Dezember 2008, abgerufen am 11. Mai 2011.